# Roje pri Trebelnem
Roje pri Trebelnem este o localitate din comuna Mokronog - Trebelno, Slovenia, cu o populație de 58 de locuitori.